# Buchan Ness
Buchan Ness är en udde i Storbritannien, 5 km från Peterhead. Den ligger i Aberdeenshire i Skottland. Ön hade 1 invånare år 2022.